# 赤井東海
赤井 東海（あかい とうかい、天明7年（1787年）- 文久2年11月14日（1863年1月3日））は、江戸時代後期の儒学者、漢学者、高松藩儒。名・縄（強）、字・士巽、通称・秀之助、巌三。号・東海。

## 経歴
高松藩士・赤井十郎左衛門直通の嫡子として生まれる。武術を好んでいたが、二十歳頃に学問の道を志し、家督を弟に譲って江戸に出て古賀精里に入門し、昌平黌でも学んだ。
5年間の学びの後、文化10年（1813年）昌平黌を出て開塾。文政12年（1829年）高松藩に十人扶持で仕官して世子の侍読となり、使番として百俵を賜るまで累進した。尚歯会に加わり渡辺崋山、高野長英とも交際し、洋学の必要性を認め、高松藩執政に対して藩内の子弟に洋学を学ばせることを勧めた。
学風は朱子学を元とし諸家の説を折衷したもので、進歩的開化思想も持っていた。墓所は青山霊園。

## 著作
- 『四経質疑』
- 『学庸質疑』
- 『戦国策遺考』
- 『海防論』
- 『東海文鈔』
- 『昔昔春秋』青藜閣 : 名山閣、1800年。

## 親族
- 子息 坂本政均（元老院議官）
- 孫の米子は日銀初代総裁・吉原重俊の妻。